# Khách sạn Cecil (Alexandria)
Khách sạn Steigenberger Cecil là một khách sạn 4 sao ở Alexandria, Ai Cập, được xây dựng với tên gọi Khách sạn Cecil vào năm 1929 bởi gia đình người Do Thái gốc Pháp gốc Ai Cập Metzger như một khách sạn lãng mạn, tại quảng trường Saad Zaghloul, nơi từng là kim chỉ của Cleopatra. Tác giả Somerset Maugham đã ở đây, Winston Churchill và Al Capone cũng vậy. Hơn nữa, Cơ quan Mật vụ Anhduy trì một bộ cho hoạt động của họ. Nó bị chính phủ Ai Cập thu giữ sau cuộc cách mạng năm 1952, và 5 năm sau gia đình Metzger bị trục xuất khỏi đất nước. Vào năm 2007, sau một cuộc đấu tranh kéo dài tại tòa án, quyền sở hữu hợp pháp khách sạn đã được trả lại cho gia đình Metzger, người sau đó đã bán nó cho chính phủ Ai Cập. Khách sạn này xuất hiện trong Bộ tứ Alexandria, do Lawrence Durrell viết và tiểu thuyết Miramar của Naguib Mahfuz. Khách sạn hoạt động trong nhiều năm với tên gọi Sofitel Cecil Alexandria Hotel, cho đến khi gia nhập chuỗi Khách sạn Steigenberger vào tháng 10 năm 2014.